# Bờ giậu

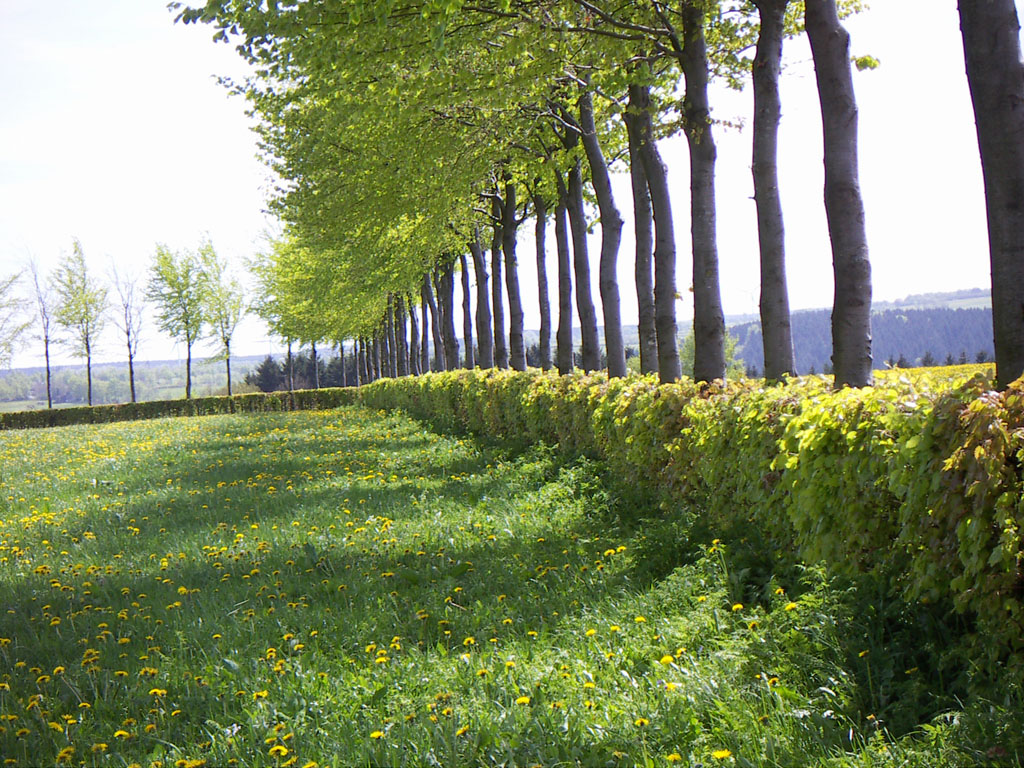
Một hàng rào dẻ gai châu Âu được cắt tỉa ở Eifel, Đức

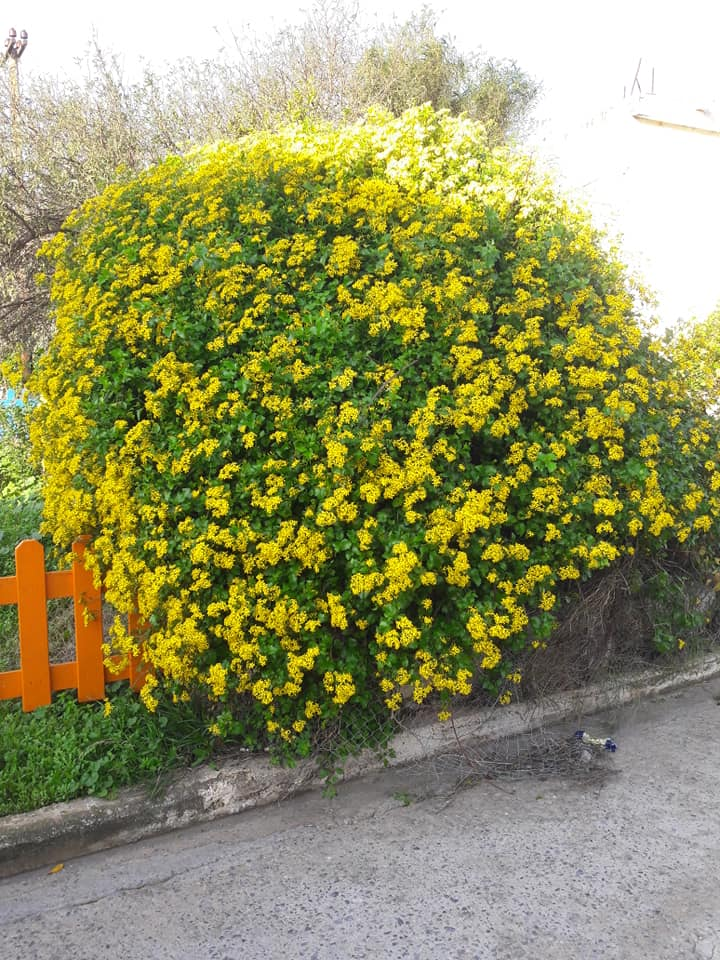
Bờ giậu Senecio angulatus

Bờ giậu hoặc hàng rào cây là hàng cây bụi hoặc cây cao nằm cách đều nhau, được vun trồng và cắt tỉa để tạo thành hàng rào hoặc đánh dấu ranh giới một khu vực. Bờ giậu được sử dụng để ngăn cách con đường với cánh đồng liền kề hoặc giữa cánh đồng này với cánh đồng khác. Đôi khi cây cối phát triển theo chiều cao, tạo nên hàng rào cây có  vai trò chắn gió để tạo vi khí hậu cho các cây trồng. Cắt tỉa bờ giậu là một hình thức trang trí.
Bờ giậu được coi là "hàng rào sống". Có thể trồng cây theo mật độ dày dặc mà không cần dây nối với nhau. Nông dân có thu nhập thấp ở vùng nhiệt đới có thể sử dụng bờ giậu phân định ranh giới đất đai và hạn chế việc tốn chi phí bảo trì hàng rào xuống cấp.

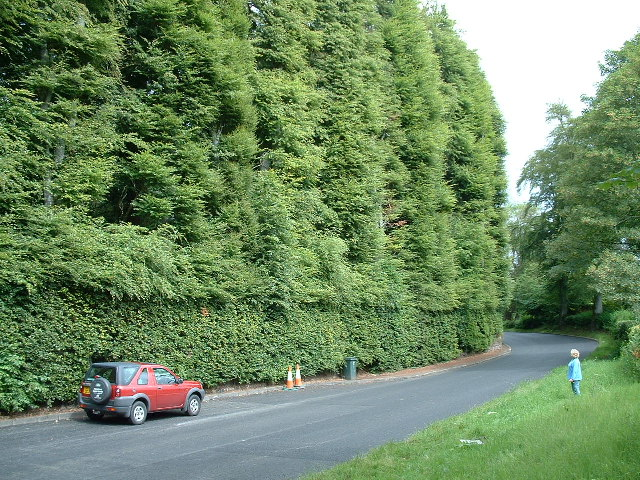
Hàng rào sồi Meikleour